# Le Lamentin
Le Lamentin (Martinikaans Creools: Lanmanten) is een Franse gemeente op het overzees departement Martinique. Ze ligt in het arrondissement Fort-de-France. Het is naar oppervlakte de grootste gemeente van Martinique en naar bevolking de tweede grootste, na hoofdstad Fort-de-France. Le Lamentin heeft een oppervlakte van 62,32 km², en telde 40.095 inwoners in 2019. Het bevindt zich ongeveer 7 km ten oosten van Fort-de-France.

## Overzicht
In Le Lamentin bevindt zich ook het Martinique Aimé Césaire International Airport, geopend in 1950. In 2007 werd de luchthaven vernoemd naar dichter Aimé Césaire, die geboren werd op Martinique.
Le Lamentin dankt zijn naam aan de Caribische lamantijnen, een soort zeekoe die vroeger terug te vinden waren in de Lézarde, de grootste rivier van het eiland. Op een dag werd er een lamentijn gevonden aan de oevers van de rivier en sindsdien heet de plaats Le Lamentin. Vandaag zijn de dieren verdwenen op Martinique, maar voor het gemeentehuis staat nog altijd een standbeeld van een lamentijn.

## Geschiedenis
Le Lamentin was in het eind van de 17e eeuw opgericht, en werd in 1837 een gemeente. Het is een vlak vruchtbaar gebied waar veel suikerrietplantages werden gesticht. In 1862 werd de Lareinty-fabriek gesticht voor de verwerking van suikerriet. Aan het eind van de 19e eeuw raakte suikerriet in verval, maar Le Lamentin ontwikkelde zich als het industrieel centrum van Martinique. In 1950 werd het internationaal vliegveld in de gemeente geopend.

## Ravine Chaude
Ravine Chaude is een kuuroord met warmwaterbaden in het binnenland van Le Lamentin. Het water heeft een temperatuur van 33°C en is rijk aan calcium, mineralen en ijzer. De baden hebben een capaciteit van 250 personen. In 2019 werd begonnen met de bouw van een mineraalwaterfabriek in Ravine Chaude.

## Morne-Cabri
Morne-Cabri is een kunstmatig eilandje aan de kust in de Baie de Génipa. Het eiland is met een dijk verbonden met Le Lamentin, en werd gebruikt als aanlegplaats van schepen voor het transport van suikerriet. De baai bij Lamentin was oorspronkelijk gevuld met mangrovebossen. In 2022 werd een begin gemaakt met het herstel van de mangroven. Het is de bedoeling om Baie de Génipa in te richten als natuurreservaat.

## Geboren
- Ronald Pognon (16 november 1982), sprinter
- Emmanuel Rivière (3 maart 1990), voetballer
- Melvin Landerneau (29 september 1997), baanwielrenner

## Galerij

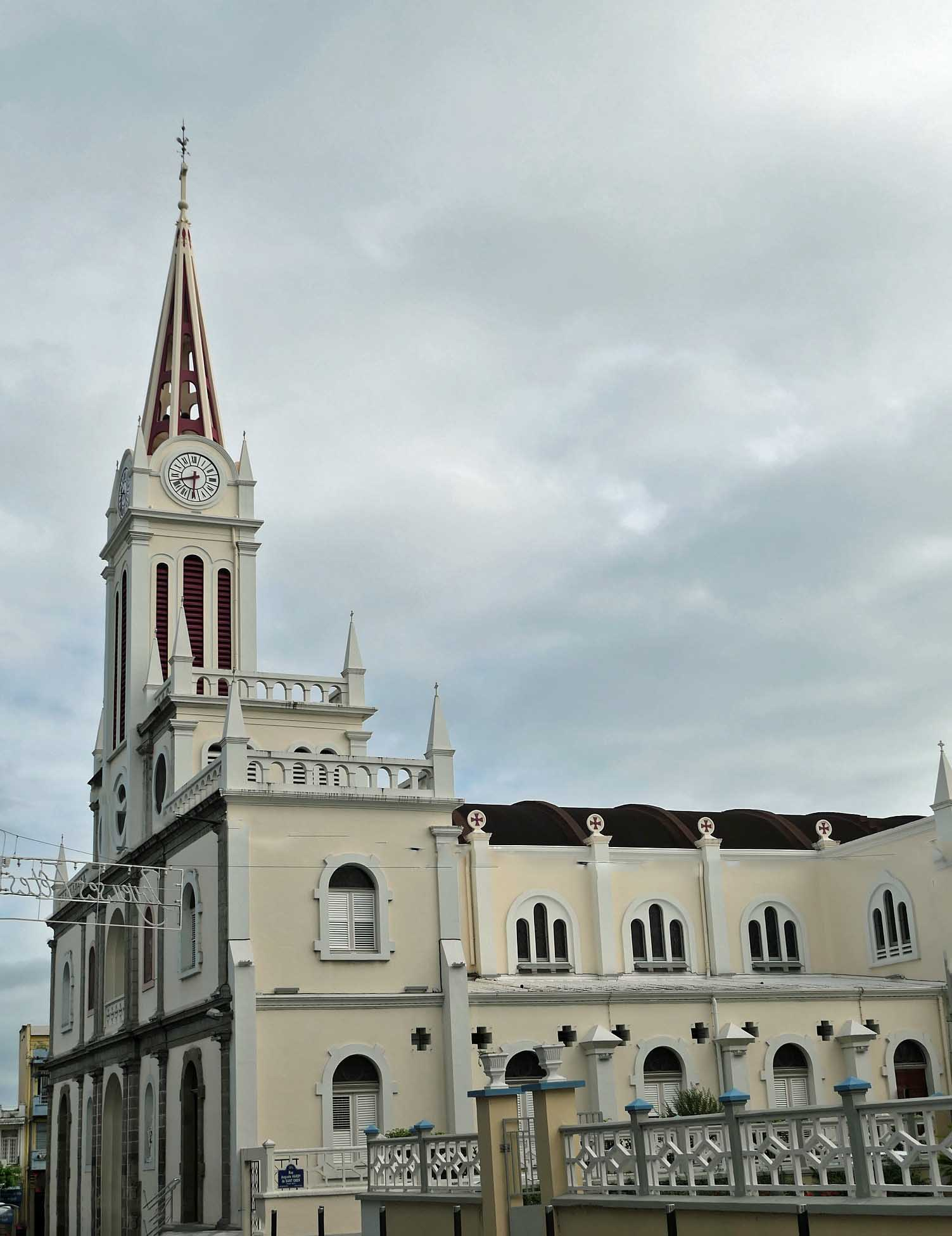
Kerk van Le Lamentin
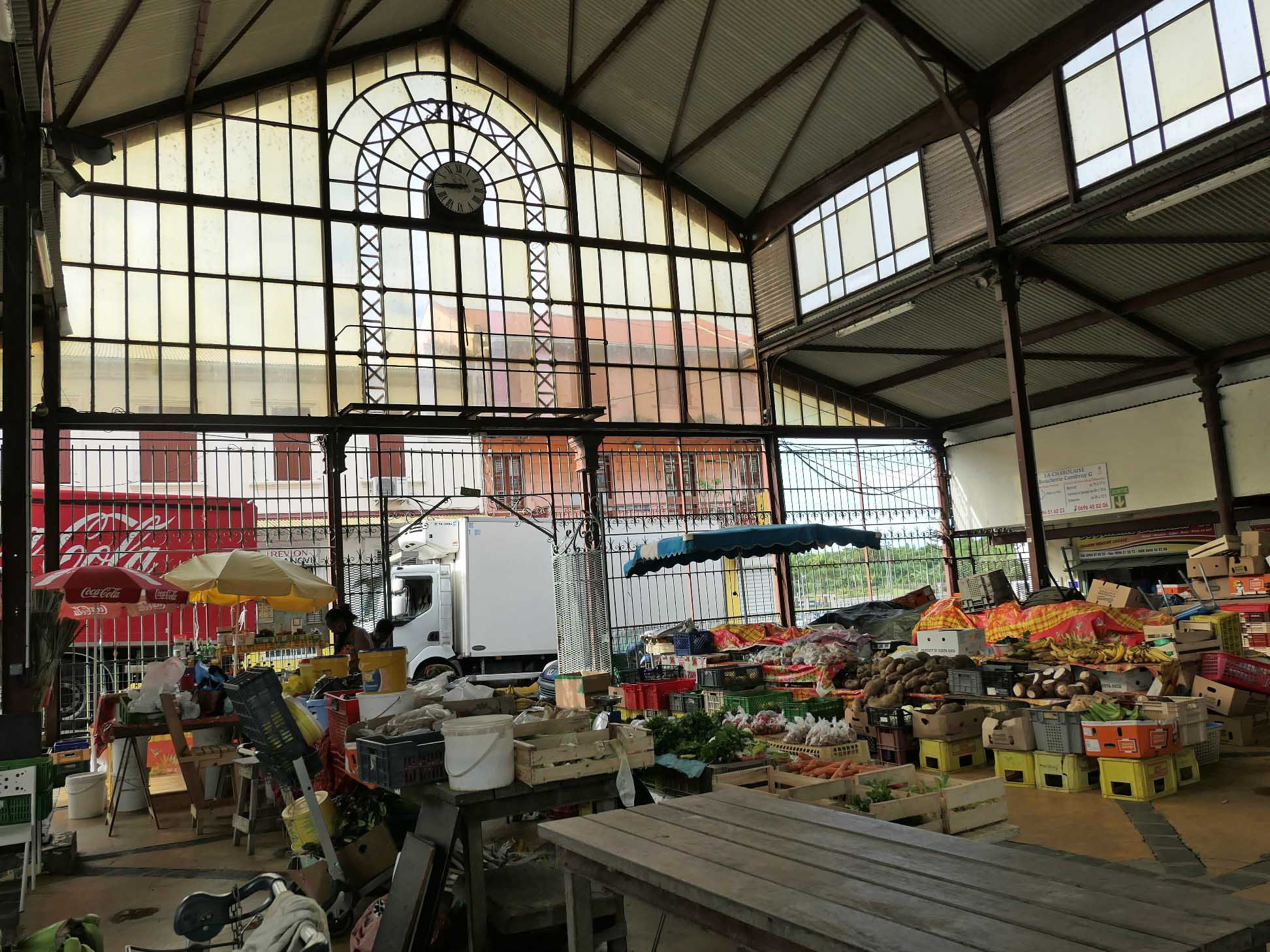
Overdekte markt
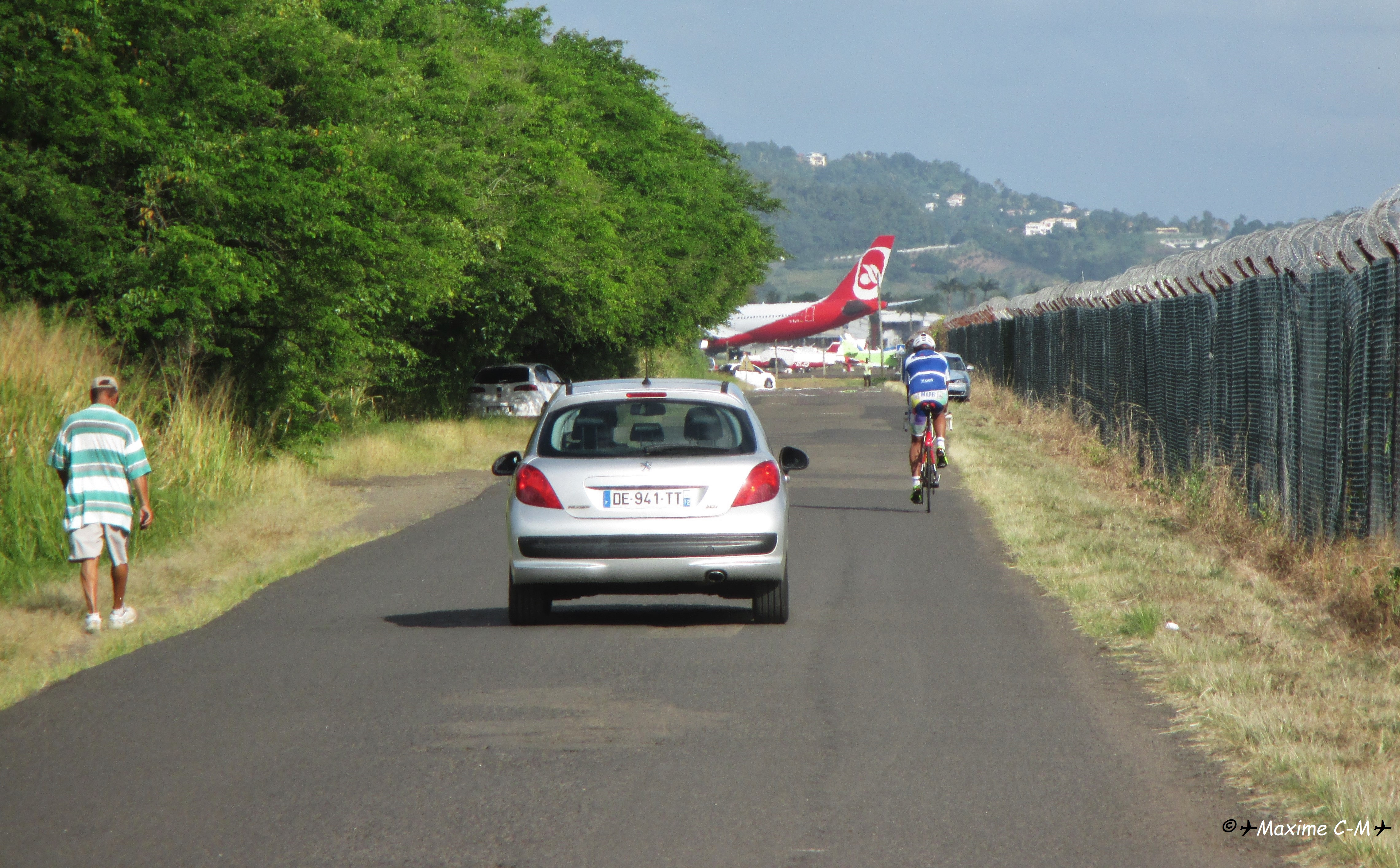
Weg bij het vliegveld
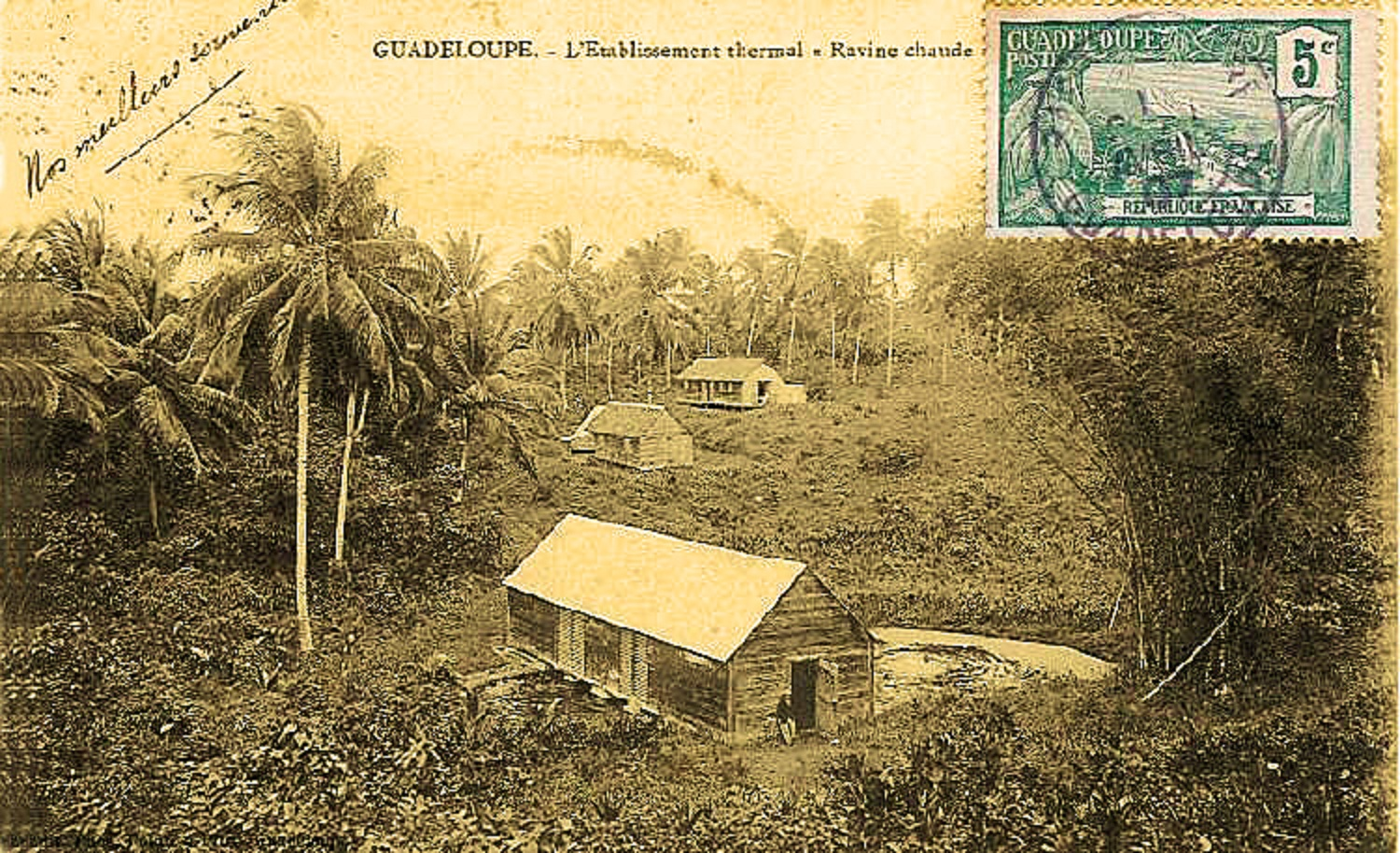
Ravine Chaude

- Bibliothèque nationale de France: cb12372876b (data)
- Library of Congress Control Number: n89644379
- MusicBrainz: fed66c7e-636d-4a64-8366-5b0ba4036d7f
- Nationale Bibliotheek van Israël: 987007565156905171
- Système universitaire de documentation: 032761880
- Virtual International Authority File: 158122059
- WorldCat: E39PBJcrbTdDTtkrJX89DWGyh3

L'Ajoupa-Bouillon · Les Anses-d'Arlet · 
Basse-Pointe · Bellefontaine · 
Le Carbet · Case-Pilote · 
Le Diamant · Ducos · 
Fonds-Saint-Denis · Fort-de-France · Le François · 
Grand'Rivière · Le Gros-Morne · 
Le Lamentin · Le Lorrain · 
Macouba · Le Marigot · Le Marin · Le Morne-Rouge · Le Morne-Vert · 
Le Prêcheur · 
Rivière-Pilote · Rivière-Salée · Le Robert · 
Saint-Esprit · Saint-Joseph · Saint-Pierre · Sainte-Anne · Sainte-Luce · Sainte-Marie · Schœlcher · 
La Trinité · Les Trois-Îlets · 
Le Vauclin